# Ioulia Machinskaïa
Ioulia Machinskaïa est une joueuse d'échecs russe née en 18 février 1977 à Kazan. Elle a les titres de grand maître international féminin depuis 1997 et de maître international (titre mixte) depuis 2005.

## Biographie et carrière
Machinskaïa est née en février 1977. Elle a le titre de  grand maître international féminin depuis 1997.
Elle a été classée 46e joueuse mondiale en janvier 2000 et 34e joueuse mondiale en janvier et avril 2005 avec un classement Elo de 2 420 points.
Elle participa au championnat d'Europe junior féminin en 1996 et 1997, remportant la médaille de bronze à Tallinn en 1996.
Elle finit 25e du championnat d'Europe d'échecs individuel féminin de 2002.
Elle a représenté la Russie lors du championnat d'Europe d'échecs des nations de 1997, marquant 1 point sur 2 (deux parties nulles) comme troisième joueuse (échiquier de réserve, c'est-à-dire remplaçante). L'équipe de Russie finit quatrième de la compétition.
Dans la coupe d'Europe des clubs d'échecs, elle a joué comme remplaçante pour l'équipe B de Kazan dans la compétition mixte en 1997 (l'équipe de Kazan B finit quatrième de la compétition).
Dans la coupe d'Europe féminine, elle a remporté une médaille de bronze par équipe (en 2003) et une médaille d'argent par équipe (en 2002) avec l'équipe du Lidia Kazan.